# Bulbophyllum fendlerianum
Bulbophyllum fendlerianum là một loài thực vật có hoa trong họ Lan. Loài này được E.C.Smidt & P.J.Cribb mô tả khoa học đầu tiên năm 2008.